# Viața lui Brian
Monty Python’s Life of Brian (Viața lui Brian) este un film britanic, o comedie provocantă, care a fost produsă în anul 1979 de grupul parodist Monty Python.

## Prezentare
Brian un om naiv fiul din flori a unei prostituate, care trăiește în timpul nașterii lui Isus în Iudea. Printr-o serie de interpretări greșite a credincioșilor el este considerat Mesia. Orice face Brian este interpretat ca o minune, el fiind urmărit pretutindeni de alaiul de credincioși care imită toate faptele sale.

## Distribuție
- Graham Chapman: Brian Cohen, Înțeleptul din Orient
- Michael Palin: Pilat din Pont, Francis, Înțeleptul din Orient
- John Cleese: Reg, Centurion, Mare Preot, Înțeleptul din Orient
- Terry Jones: Mama Cohen, Eremit, Simon
- Eric Idle: Stan (numită „Loretta“), Mr. Cheeky, vânzător, paznic de închisoare
- Terry Gilliam: Profet, paznic de închisoare
- Sue Jones-Davies: Judith Ișariot
- Kenneth Colley: Isus
- Terence Bayler: Mr. Gregory,  Centurion
- John Young: Mateus, condamnat la moarte
- Carol Cleveland: Mrs. Gregory
- Neil Innes: Samaritean condamnat
- Spike Milligan: Judecător (Cameo)
- George Harrison: Mr. Papadopoulos (Cameo)

## Primire
Într-un sondaj din 1999 al Institutului Britanic de Film (British Film Institute - BFI) filmul a fost desemnat ca fiind al 28-lea cel mai bun dintr-o listă de 100 filme britanice.